# Guaporema
Guaporema é um município brasileiro do estado do Paraná. Sua população estimada em 2004 era de 2.220 habitantes.

## Toponímia
Guaporema é vocábulo indígena que significa raiz ou cipó malcheiroso. Da língua tupi guapó: raiz, e também uma espécie de cipó; e rema: fétido, fedido.